# Jordskreddet i Papua Ny Guinea maj 2024
Jordskreddet i Mulitaka Papua Ny Guinea var et jordskred der fandt sted 24. maj 2024 i provinsen Enga med flere tusinde omkomne og savnede.